# Forma, color y ritmo
Forma, color y ritmo és un curt de cinema experimental que l'any 1956 va dirigir el cineasta amateur Josep Mestres. Va ser el segon film d'aquest director. La cinta és muda i està influenciada pel cineasta McLaren. Mestres va utilitzar elements espirals de filferro per a la composició de la pel·lícula. Forma, color y ritmo forma part de la llista dels bàsics de cinema català.